# 대한민국 민법 제313조
대한민국 민법 제312조는 전세권의 존속기간에 대한 민법 물권법 조문이다. 

## 조문
제313조(전세권의 소멸통고) 전세권의 존속기간을 약정하지 아니한 때에는 각 당사자는 언제든지 상대방에 대하여 전세권의 소멸을 통고할 수 있고 상대방이 이 통고를 받은 날로부터 6월이 경과하면 전세권은 소멸한다.

第313條(傳貰權의 消滅通告) 傳貰權의 存續期間을 約定하지 아니한 때에는 各 當事者는 언제든지 相對方에 對하여 傳貰權의 消滅을 通告할 수 있고 相對方이 이 通告를 받은 날로부터 6月이 經過하면 傳貰權은 消滅한다.

## 참고 문헌
- 강태성. "민법 제313조에 대한 검토 및 개정안." 서울법학 26.3 (2018): 181-221.
- 오현수, 일본민법, 진원사, 2014. ISBN 978-89-6346-345-2
- 오세경, 대법전, 법전출판사 , 2014 ISBN 978-89-262-1027-7
- 이준현 , LOGOS 민법 조문판례집, 미래가치, 2015. ISBN 979-1-155-02086-9